# یوهان اسوندسن
یوهان اسوندسن (انگلیسی: Johan Svendsen؛ زاده ۳۰ سپتامبر ۱۸۴۰ درگذشته ۱۴ ژوئن ۱۹۱۱) یک آهنگساز اهل نروژ بود.